# Дивина гарна
Дивина гарна, дивина прегарна (Verbascum speciosum) — вид рослин з родини ранникових (Scrophulariaceae), поширений у Європі, Туреччині, Вірменії.

## Опис

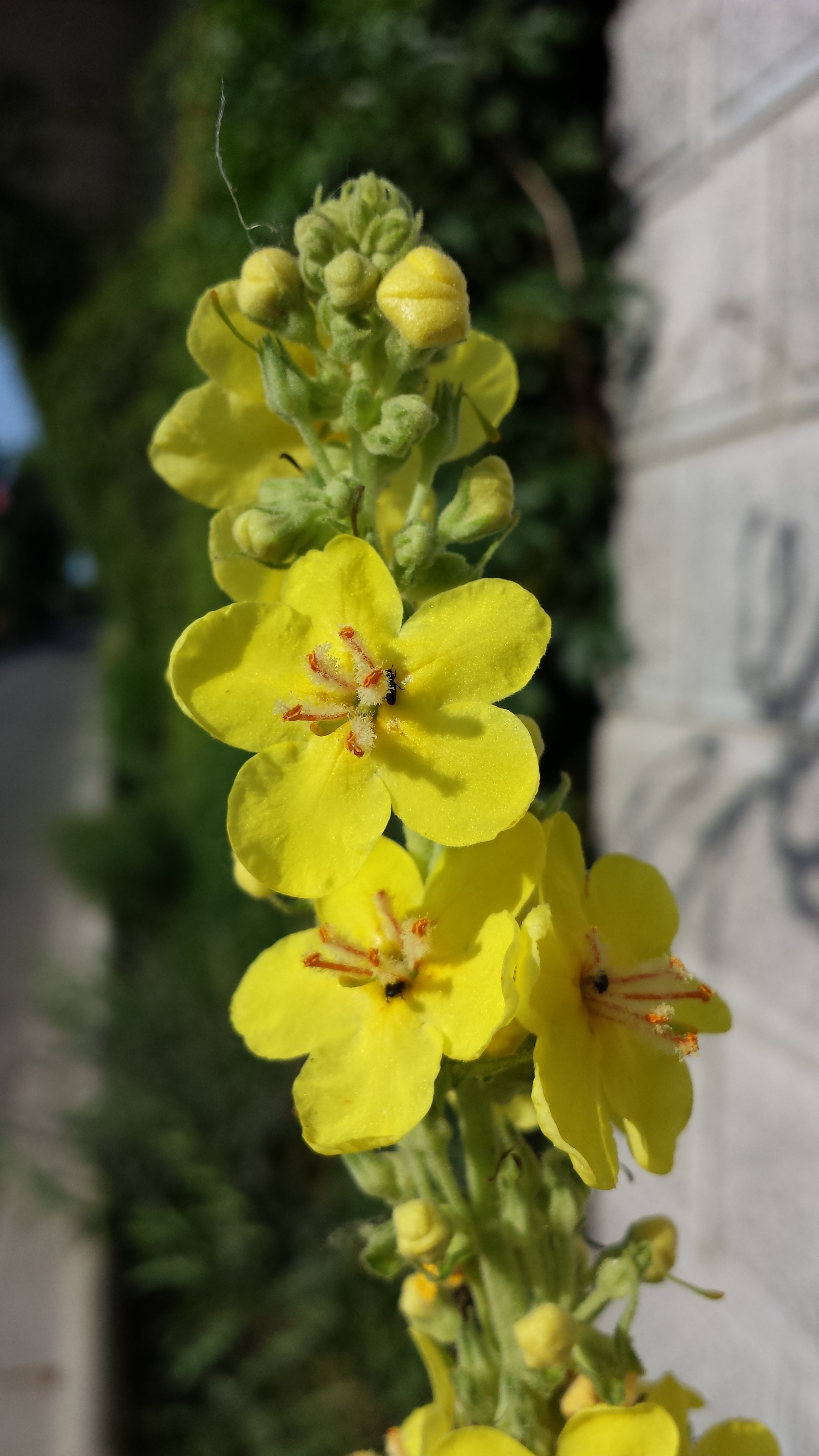
квітка

Дворічна рослина 50–120 см. Листки з обох кінців звужені до 40 см завдовжки і 5–9 см шириною, цілокраї; верхні стеблові сильно хвилясті, з ледь серцеподібною основою, сидячі. Віночок 1.5–3 см шириною, жовтий, з біло-волосистими тичинками.

## Поширення
Поширений у Європі, Туреччині, Вірменії.
В Україні вид зростає на кам'янистих місцях і буграх — у басейнах Дністра та Південного Бугу в Тернопільській, Вінницькій i Одеській областях.